# Каулиц (река)
Ка́улиц (англ. Cowlitz River) — река на юго-западе штата Вашингтон, США. Правый приток реки Колумбия. Длина составляет 169 км; площадь бассейна — около 6698 км². Средний расход воды в районе города Касл-Рок составляет 258 м³/с. Берёт начало в Каскадных горах, к юго-востоку от населённого пункта Пеквуд, округ Льюис. Впадает в реку Колумбия вблизи города Лонгвью, округ Каулиц, на высоте 3 м над уровнем моря. Основные притоки: Сиспус, Тутл, Кауиман и Тилтон.
На реке Каулиц имеются 3 крупных плотины: Каулиц-Фоллс, Моссирок и Мейфилд. Плотина Каулиц-Фоллс была завершена в 1994 году. Она составляет 43 м в высоту и 210 м в ширину и образует водохранилище Сканива при впадении реки Сиспус, ниже города Рэндл. Плотины Моссирок была построена в 1968 году; она формирует водохранилище Рифф-Лейк длиной 37 км. Плотины Мейфилд составляет 260 м в длину и 56 м в высоту; она была завершена в 1963 году.